# Wilhelm Schlombs
Wilhelm Schlombs, meist genannt Willi Schlombs, (* 24. April 1920 in Köln; † 25. August 1993 ebenda) war ein deutscher Architekt und Kirchenbaumeister. Als Kölner Erzdiözesanbaumeister war er maßgeblich verantwortlich für den Wiederaufbau der historischen Kirchengebäude im Erzbistum Köln nach dem Zweiten Weltkrieg. Sein größtes Verdienst ist der Wiederaufbau der großen Romanischen Kirchen in Köln.

## Leben
Wilhelm Schlombs wurde am 24. April 1920 in Köln geboren. Als entlassener Soldat kurz nach dem Ende des Zweiten Weltkrieges nach Köln zurückgekehrt, beteiligte er sich unter dem Stadtkonservator Hans Vogt an der Bergung bzw. Sicherung zerstörter Baudenkmäler. Anschließend studierte er Architektur an der Technischen Hochschule Aachen und war danach für kurze Zeit beim Kölner Hochbauamt tätig. 1950 rief ihn der damalige Kölner Dombaumeister Willy Weyres an das Diözesanbauamt Köln. Schlombs wurde Erzdiözesanbaumeister und leitete das Diözesanbauamt bis zu seiner Pensionierung 1985. Wilhelm Schlombs starb am 25. August 1993.
Schlombs war von 1949 bis zu seinem Tode mit Irmgard Schlombs geb. Lübke verheiratet. Gemeinsam hatten sie fünf Töchter. Seine Tochter Adele Schlombs ist seit 1991 Leiterin des Museums für Ostasiatische Kunst in Köln.

## Leistungen
Neben der Wiederherstellung der durch den Krieg in Mitleidenschaft gezogenen Kirchen setzte er sich für den neuzeitlichen Kirchenbau ein. Das führte zu zahlreichen kirchlichen Bauaufgaben vor allem in den Ländern Osteuropas und in Ostasien, wie z. B. der Kathedrale von Tokio. Seine besondere Liebe galt der ehemaligen Kölner Jesuitenkirche St. Mariä Himmelfahrt, für deren Rekonstruktion der ursprünglichen Ausstattung er verantwortlich zeichnet. Er gründete 1981 den Förderverein Romanische Kirchen Köln mit und initiierte das „Jahr der Romanischen Kirchen“ 1985, das Höhepunkt und Abschluss seiner aktiven Dienstzeit wurde. Die Kirche St. Maria Königin des Friedens in Pulheim-Dansweiler wurde 1952/1953 nach seinen Plänen erbaut.

## Ehrungen
1998 wurde eine Straße in Köln-Junkersdorf nach ihm benannt, die Wilhelm-Schlombs-Allee. (50° 55′ 28,2″ N, 6° 52′ 21,7″ O)

## Schriften
- Die Entwicklung des Beichtstuhls in der katholischen Kirche. Schwann, Düsseldorf 1965.
- Stiftskirchen und Pfarrkirchen im alten Köln. Organisationsformen der Seelsorge in Köln und ihre Wandlungen. In: Romanik in Köln. FUSA (Heft 8/9, 1982).
- Rede zur Ausstellungseröffnung „Paul Nagel“ 1969. In: Ornatus Ecclesiae – Paul Nagel, Werke 1949–2005. VML-Verlag, 2005, S. 33–36.